# Emaar Properties
Emaar Properties là một công ty phát triển bất động sản đặt tại Các Tiểu vương quốc Ả Rập Thống nhất (UAE). Đây là một công ty cổ phần đại chúng và được niêm yết trên Thị trường tài chính Dubai và có mức định giá 9,7 tỷ USD tính đến tháng 6 năm 2018. Công ty hoạt động trên toàn thế giới cung cấp dịch vụ quản lý và phát triển tài sản. Với sáu mảng kinh doanh và 60 công ty đang hoạt động, Emaar có sự hiện diện tại 36 thị trường trên khắp Trung Đông, Bắc Phi, Châu Á-Thái Bình Dương, Châu Âu và Bắc Mỹ. Emaar Properties Dubai là một trong những nhà phát triển bất động sản lớn nhất tại UAE và được biết đến với nhiều dự án quy mô lớn như phát triển Burj Khalifa, tòa nhà cao nhất thế giới.

## Lịch sử công ty

### 1997-2005
Emaar Properties được thành lập vào năm 1997 bởi chủ tịch Mohamed Alabbar. Là một trong những nhà phát triển hàng đầu tại UAE, Emaar đa dạng trong bất động sản bao gồm cả phát triển bất động sản thương mại và dân cư, cũng như trung tâm thương mại và khách sạn. Chính phủ Dubai ban đầu sở hữu 100% công ty trong khi các cổ đông sáng lập nắm giữ 24,3% khi hoạt động với tư cách là một công ty đại chúng bắt đầu sau sự kiện IPO năm 2000. Năm sau, Emaar tuyên bố kế hoạch xây dựng Dubai Marina. Năm 2000, Emaar Properties được niêm yết trên thị trường tài chính Dubai và trở thành công ty bất động sản đầu tiên chào bán cổ phần cho công dân nước ngoài. Giai đoạn đầu tiên trong các dự án phát triển của công ty bắt đầu vào năm 2001 khi Emaar trao hợp đồng trong một liên doanh để xây dựng ba trong số sáu tòa tháp căn hộ.

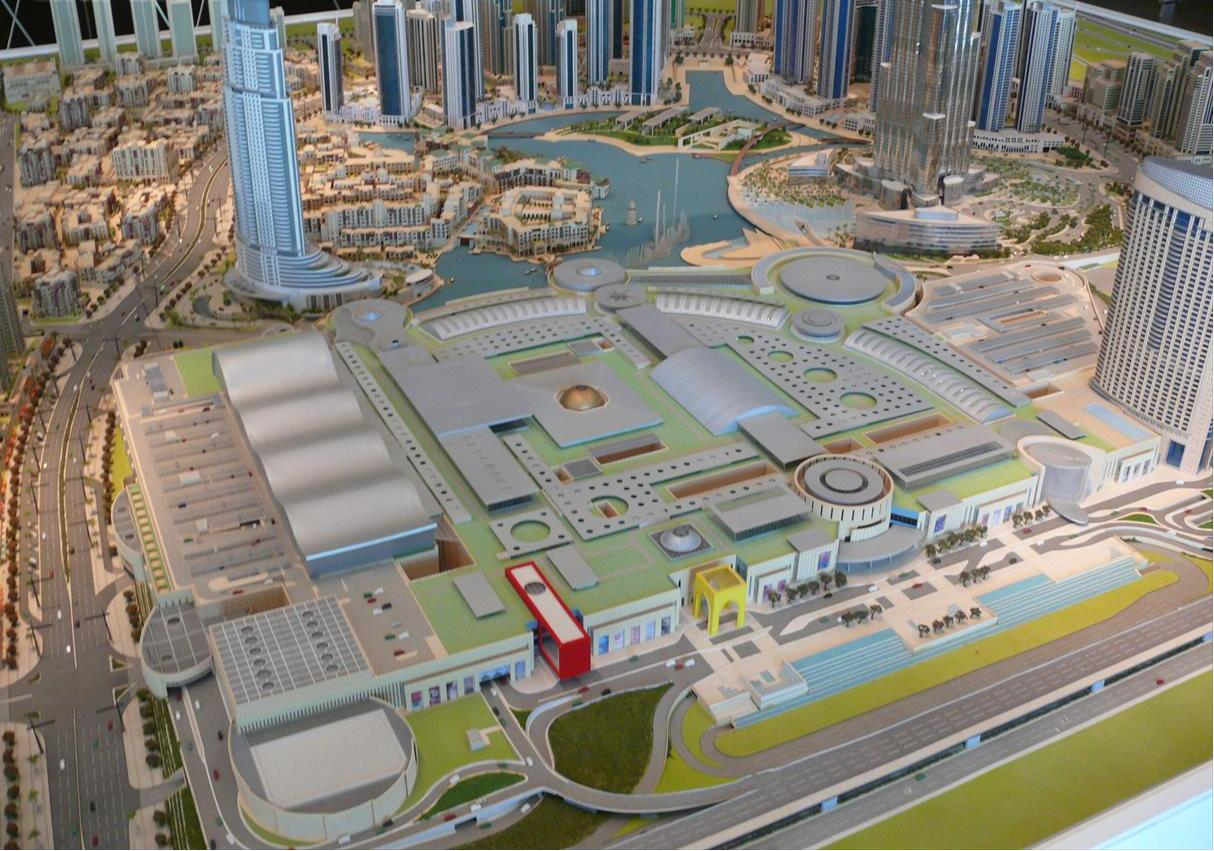
Mô hình Dubai Mall

Năm 2003, công ty đã tiết lộ kế hoạch cho dự án phát triển của mình, sau này được gọi là Downtown Dubai. Dự án bao gồm: Burj Khalifa và Dubai Mall, tòa nhà cao nhất thế giới và trung tâm mua sắm lớn nhất thế giới.
Emaar International LLC được thành lập năm 2004 và đó giúp Emaar hướng ra thị trường nước ngoài. Công ty có các dự án đang hoạt động ở Châu Phi, Châu Á, Bắc Mỹ và khắp Trung Đông. Năm 2005, Emaar Hotels & Resorts LLC được thành lập trong một thỏa thuận độc quyền với Giorgio Armani để ra mắt bộ sưu tập khách sạn sang trọng.

### 2006-Hiện tại
Dubai Mall chính thức khai trương vào năm 2008 và Burj Khalifa vào năm 2010. Mặc dù thị trường bất động sản sụp đổ năm 2009, Emaar báo cáo rằng Burj Khalifa đã đạt 80% lợi nhuận dự kiến vào mùa thu năm 2012. Vào năm 2014, Emaar đã nắm giữ hơn 11,4 tỷ đô la đầu tư bất động sản.
Vào năm 2009, John Laing Homes, một công ty con của Emaar Properties đã được mua lại vào năm 2006, đã nộp đơn xin phá sản theo Chương 11 tại Tòa án Hoa Kỳ thuộc quận Delaware.
Vào tháng 7 năm 2010, doanh nhân người Mỹ Lionel Lombard đã đệ đơn kiện Emaar Properties và Chủ tịch Mohamed Alabbar tại tòa án liên bang California với cáo buộc anh ta bị cầm tù và tra tấn sai phép vì anh ta đã lên tiếng thay mặt cho nhân viên nước ngoài Emaar. Vụ án đã được bác bỏ vào tháng 11 năm 2010 bởi Lombard.

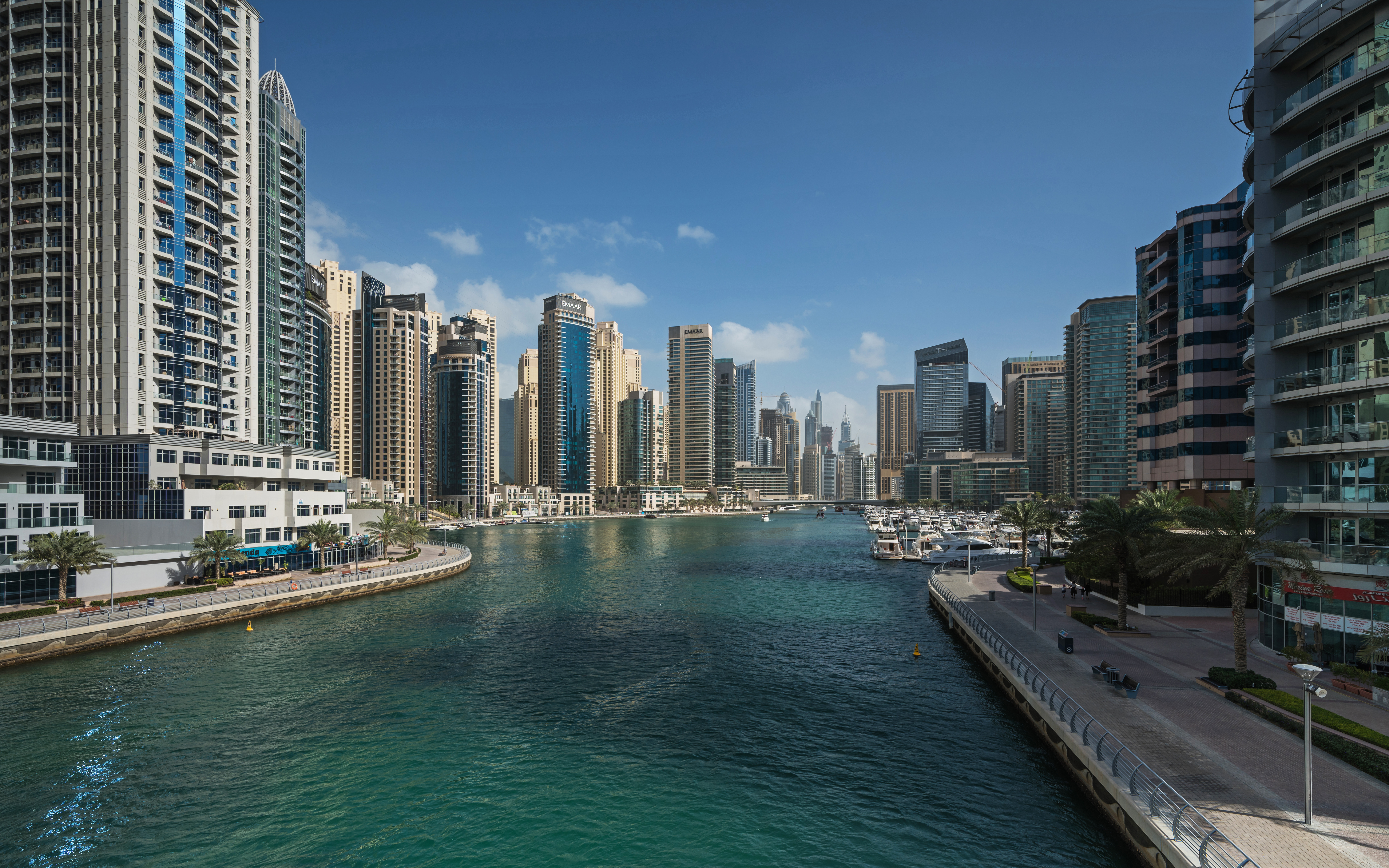
Dubai Marina

Vào tháng 9 năm 2012, Emaar đã ra mắt Address Boulevard, một dự án căn hộ dịch vụ và khách sạn 72 tầng sang trọng ở Downtown Burj Dubai liền kề với Dubai Mall.
Năm 2014, Emaar Properties đã công bố kế hoạch bán cổ phần của trung tâm thương mại và kinh doanh bán lẻ của mình cho công chúng. Tập đoàn Emaar Malls trở thành công ty giao dịch công khai trên thị trường tài chính Dubai vào tháng 10 năm 2014. Đóng cửa ở mức 3,25 dirham với khoảng 535 triệu cổ phiếu được giao dịch, là vụ IPO là lớn nhất tại Dubai kể từ năm 2007. Cũng trong năm 2014, Emaar đã mở sàn quan sát cao nhất thế giới, At the Top, Burj Khalifa SKY, nằm ở độ cao 555 mét trên tầng 148 của Burj Khalifa.
Emaar ăn mừng năm mới được theo dõi nhiều nhất trong năm 2015. Theo Sách Kỷ lục Guinness, Emaar đã giành được danh hiệu Kỷ lục chiếu sáng bằng đèn LED lớn nhất thế giới 'trên cấu trúc nhân tạo cao nhất thế giới" trong đêm giao thừa. Màn hình lập kỷ lục bao gồm 70.000 tấm đèn LED chiếu sáng và chiếu đèn màu Các nhà lãnh đạo của đất nước và các hình ảnh khác trên Burj Khalifa. Emaar đã báo cáo mức tăng 16% lợi nhuận ròng trong quý hai năm 2015 và nó có quỹ đất hơn 235 triệu mét vuông.
Vào tháng 3 năm 2015, Emaar đã ra mắt Quỹ Emaar hỗ trợ Chương trình lương thực thế giới của Liên Hợp Quốc và các tổ chức như Dubai Cares và Dream for Future Africa Foundation. Tổ chức này đã cung cấp hơn 3.000 bữa ăn mỗi ngày trong tháng Ramadan cho đến chiến dịch Ramadan cho tất cả người dân nghèo từ tháng 6 đến tháng 7 năm 2015.

## Các dự án ở UAE

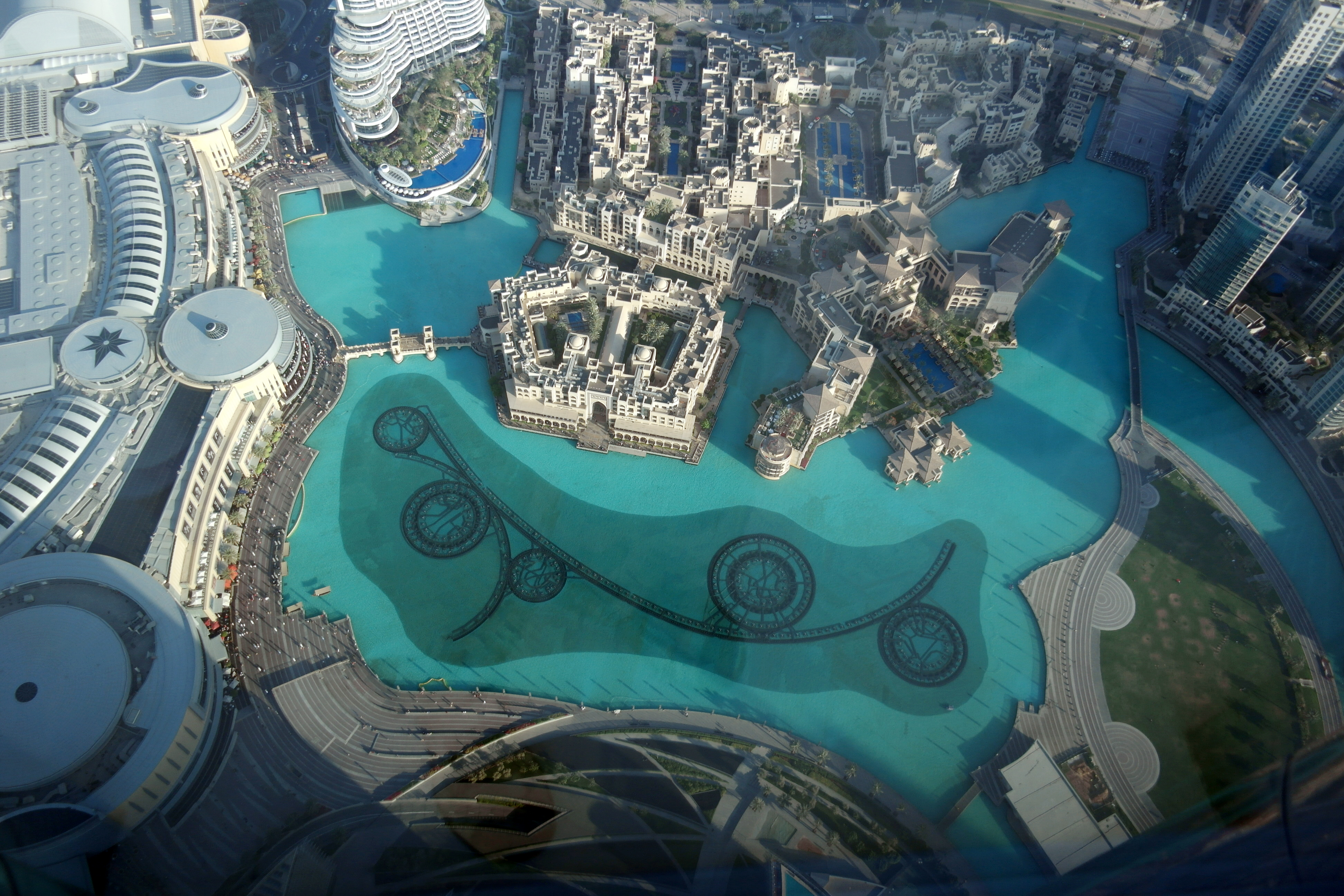
Đài phun nước Dubai

Dubai Mall, được phát triển bởi Emaar Properties, là trung tâm mua sắm lớn nhất thế giới. Nó khai trương vào tháng 11 năm 2008 và khánh thành chính thức vào tháng 5 năm 2009. Trung tâm thương mại Dubai có hơn 1.200 cửa hàng và 200 nhà hàng. Đây cũng là nơi có Thủy cung Dubai và Sở thú dưới nước, KidZania, Sân băng Dubai và tổ hợp rạp chiếu phim lớn nhất trong khu vực, Rạp chiếu phim Reel. Năm 2014, Trung tâm thương mại Dubai có hơn 80 triệu khách, trong đó 40% là khách du lịch từ ngoài khu vực. Là một phần mở rộng của trung tâm mua sắm Dubai, Emaar đã bắt đầu phát triển một tòa nhà dân cư cao 55 tầng có tên Downtown Views.
Một dự án phát triển lớn khác do Emaar Properties ở Downtown Dubai ủy quyền là Đài phun nước Dubai. Đài phun nước Dubai là đài phun nước có hiệu suất cao nhất trên thế giới bắt đầu hoạt động vào mùa xuân năm 2009. Chiều dài của đài phun nước trải rộng gấp đôi chiều dài của một sân bóng đá (275 mét).
Emaar cũng đã phát triển tòa nhà cao nhất thế giới, Burj Khalifa, khai trương vào năm 2010. Tòa nhà cao 828 mét với 160 tầng chủ yếu phục vụ mục đích cư trú. Nó được đặt theo tên của tiểu vương Abu Dhabi, ông Sheikh Khalifa bin Zayed Al Nahyan.

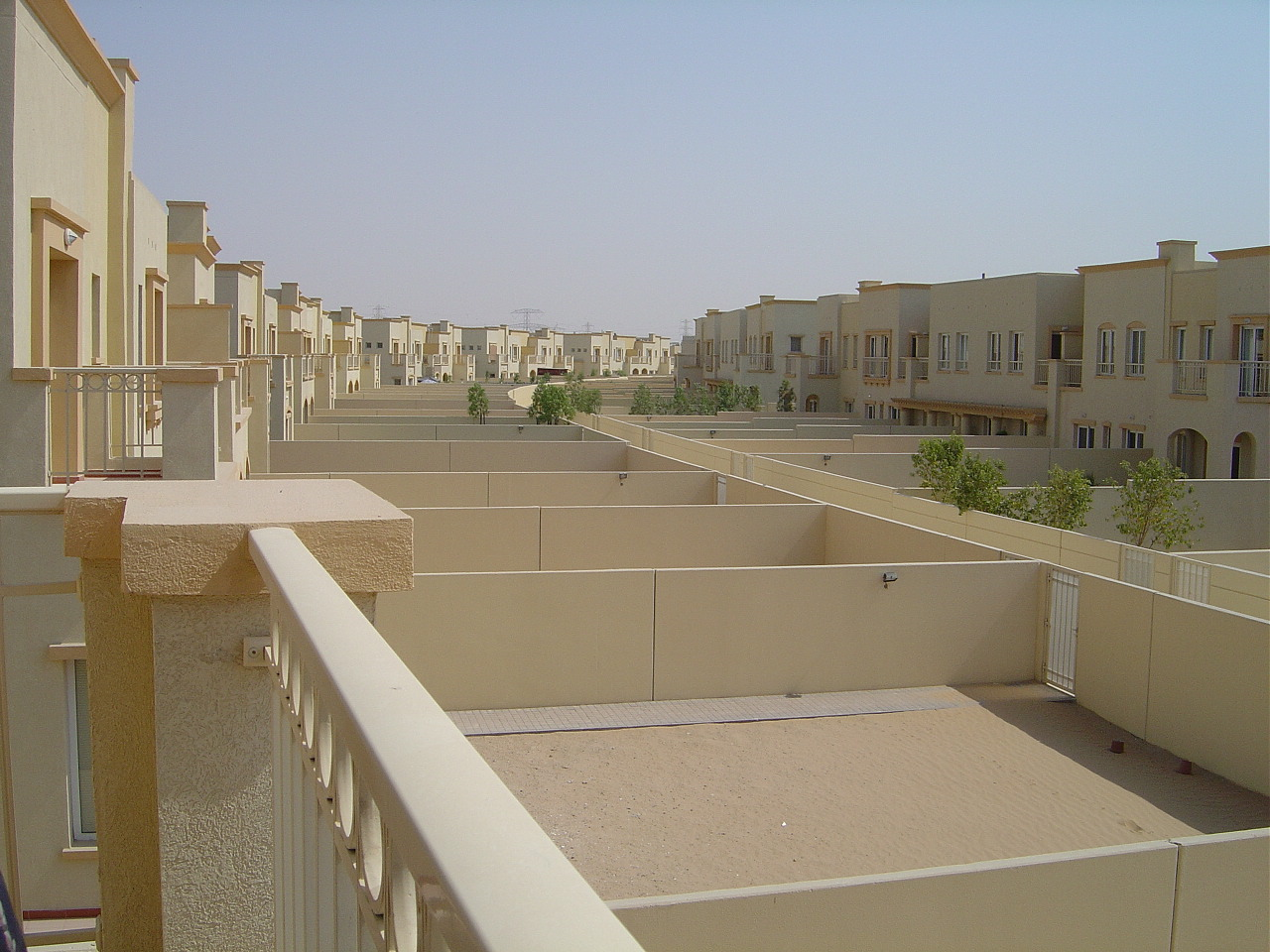
Cộng đồng Springs

Emaar Properties cũng đã phát triển các khu phố trên khắp Dubai bao gồm Arabian Ranches, Dubai Marina, The Greens, The Meadows, The Lakes và The Springs. Vào năm 2013, Emaar đã khởi động một số dự án khác bao gồm The Address Residence Fountain Views I, II và III, The Address Residence Sky View, Burj Vista, Boulevard Point và Vida Residence - tất cả đều tại Downtown Dubai.
Một bổ sung mới cho Downtown Dubai từ Emaar là quận Opera. Các tính năng chính bao gồm Nhà hát Opera Dubai, nhà hát opera chuyên dụng đầu tiên của đất nước cũng như một loạt các phòng thiết kế và các tiện nghi lối sống khác.
Trong các mối quan hệ đối tác chiến lược khác, Emaar và Meraas Holding đang phát triển Dubai Hills Estate, giai đoạn đầu tiên của Thành phố MBR. Tổ hợp căn hộ dân cư đầu tiên tại Dubai Hills Estate, Mulberry tại Park Heights đã được đưa ra bán. Emaar Properties đã ra mắt Khu dân cư Dubai Creek, một cụm gồm sáu tòa tháp dân cư tại Cảng Dubai Creek. Tòa tháp đầu tiên được ra mắt vào tháng 10 năm 2014, tiếp theo là hai tòa tháp nữa một tháng sau đó.
Vào tháng 1 năm 2015, Emaar Hospitality đã mở một khách sạn cổ điển theo phong cách sống, Manzil Downtown Dubai. Khách sạn được quản lý bởi Vida Hotels and Resorts, bao gồm 200 phòng, dãy phòng với tầm nhìn ra Burj Khalifa và cung cấp dịch vụ để tham gia một trung tâm thể thao và một số nhà hàng. Emaar đã triển khai hệ thống vận chuyển hop-on-hop-off đầu tiên của khu vực với Tàu điện Dubai. Tàu điện cũng là hệ thống xe điện đường phố không phát thải hydro đầu tiên trên thế giới.
Emaar Properties tuyên bố kế hoạch xây dựng cấu trúc nhân tạo cao nhất thế giới, sẽ cao hơn Burj Khalifa. Dự kiến sẽ hoàn thành vào năm 2020.
Vào năm 2017, đã có thông báo rằng Creek Gate, một dự án dân cư mới ở Cảng Dubai Creek sẽ được công bố và tòa tháp cao tầng sẽ được đặt tại quận Island. Khi nó được hoàn thành, người ta đã nói rằng nó sẽ lớn hơn gần ba lần so với Downtown Dubai và sự phát triển sẽ có cấu trúc nhân tạo cao nhất thế giới tiếp theo là Tháp Dubai Creek.

## Dự án quốc tế
Thông qua các công ty con khác nhau, Emaar đã thành lập các dự án và dự án phát triển bất động sản ở Pakistan, Ấn Độ, Jordan, Ai Cập, Lebanon, Morocco, Hoa Kỳ, Ả Rập Xê Út, Syria và Thổ Nhĩ Kỳ. Tập đoàn Emaar Hospitality, chi nhánh khách sạn và giải trí của Emaar, đã mở rộng hoạt động khách sạn và nhà ở của mình đến Nigeria và Bahrain vào năm 2015. Một số dự án đã bao gồm các dự án phát triển như Beit Misk ở Lebanon, Cổng Jeddah ở Ả Rập Xê Út và Khu nghỉ mát Biển Chết Samarah ở Jordan được Quỹ Phát triển King Abdullah II vạch ra.

### Ai Cập
Năm 2002, Emaar Misr, một công ty con của Ai Cập thuộc Emaar Properties, đã hoàn thành việc tái phát triển Bibliotheca Alexandrina trên bến cảng phía đông của Alexandria. Cơ sở thư viện mới gần như chính xác nơi Thư viện cổ xưa của Alexandria từng tồn tại.
Emaar Misr bắt đầu làm việc cho một dự án phát triển trị giá 4 tỷ đô la vào năm 2005 ban đầu được gọi là Cairo Grand Heights, sau đó được đổi tên thành Uptown Cairo. Dự án bao gồm xây dựng một khu vực như một cộng đồng dân cư, thương mại và giải trí.
Năm 2008, Emaar Misr bắt đầu làm việc tại một khu du lịch tên là Marassi ở Sidi Abdel Rahman, nằm dọc bờ biển Địa Trung Hải, bao gồm một khách sạn với 3.000 phòng, bến du thuyền và sân golf. Năm 2018, Emaar Misr tuyên bố tái tạo một khách sạn có tên Al-Alamein Hotel and Resort, nằm trên bờ biển Địa Trung Hải.

### Ấn Độ
Emaar Ấn Độ có một danh mục các dự án trải dài trên tất cả các phân khúc chính của ngành bất động sản Ấn Độ, bao gồm các lĩnh vực dân cư, thương mại và khách sạn. Đây là liên doanh của Emaar Properties PJSC với MGF Developments Limited của Ấn Độ.
Prashant Gupta là CEO hiện tại của công ty. Công ty hiện đang tiến hành một cuộc tái cấu trúc, trong đó Emaar đã kiểm soát tất cả các dự án đang diễn ra của công ty để đảm bảo hoàn thành sớm nhất. Công ty đã cam kết cung cấp 11.000 đơn vị vào cuối năm 2018, bắt đầu với hơn 3.000 đơn vị trong năm 2017.
Sau khi bắt đầu tái cấu trúc, công ty đã phát động chiến dịch thương hiệu "Lối sống Emaar đích thực" để tập trung vào việc thành lập thương hiệu 'Emaar Ấn Độ'.
Trung tâm hội nghị quốc tế Hyderabad được phát triển bởi Emaar Properties và hoàn thành vào tháng 12 năm 2005. Trung tâm hội nghị được xây dựng có sức chứa 4.000 chỗ ngồi với khả năng mở rộng sức chứa lên 6.500 chỗ ngồi. Nó được xây dựng bởi Cyberabad Convention Centre Private Limited  (CCCPL), một liên doanh giữa Emaar Properties có trụ sở tại Dubai và Tập đoàn cơ sở hạ tầng công nghiệp Andhra Pradesh (APIIC). Công ty cũng đã xây dựng Làng trò chơi Khối thịnh vượng chung năm 2010 tại Delhi.
Hiện tại, trọng tâm của nó là phát triển và hoàn thành tất cả các dự án đang triển khai tại Delhi NCR (đặc biệt là Gurgaon), Mohali, Chennai, Hyderabad và các thành phố quan trọng khác của Ấn Độ như Lucknow, Jaipur và Indore.
Emaar Ấn Độ có quỹ đất hơn 24 ha cho sự phát triển trong tương lai ở Ấn Độ và sẽ tiếp tục mở rộng kinh doanh khách sạn hiện tại ở nước này cùng với việc phát triển các tài sản trong bốn đến năm năm tới.

### Ả Rập Saudi
Thành phố kinh tế King Abdullah (KAEC), được phát triển bởi Emaar, Economic City (Emaar E.C.) được niêm yết trên Tadawul, sàn giao dịch chứng khoán Saudi và là khoản đầu tư tư nhân lớn nhất ở Ả Rập Saudi. Dự án bao gồm việc xây dựng một đặc khu kinh tế dọc theo bờ biển Biển Đỏ 97 km về phía bắc của Jadaah. Emaar E.C. cũng đứng đầu sự phát triển của cảng KAEC. Cảng thuộc sở hữu tư nhân đầu tiên của Ả Rập Saudi và được khai trương lần đầu tiên vào tháng 1 năm 2014, nhưng kế hoạch mở rộng hơn nữa đã được đặt ra sau khi tạo ra nguồn tài chính mới. Sự phát triển của KAEC được dự đoán là có cùng quy mô với Washington, D.C. khi hoàn thành và khu vực này ước tính sẽ chứa khoảng 2 triệu người và hỗ trợ nền kinh tế Ả Rập Saudi mở rộng ra ngoài ngành dầu mỏ và vận tải biển.

### Syria
Emaar Properties lần đầu tiên công bố kế hoạch của mình cho một dự án phát triển quy mô lớn ở Syria vào năm 2006. Sự phát triển, được gọi là The Eighth Gate, bao gồm ba khu vực: trung tâm thương mại, khu dân cư và khu du lịch. Dự án này là một liên doanh giữa Emaar Properties và IGO, một công ty đầu tư và phát triển bất động sản ở nước ngoài.

### Thổ Nhĩ Kỳ
Sự phát triển của Thung lũng Tuscan là dự án đầu tiên của Emaar ở Thổ Nhĩ Kỳ. Emaar đã hoàn thành giai đoạn đầu tiên ở Thung lũng Tuscan vào năm 2007, bao gồm sự phát triển của biệt thự sang trọng và không gian thương mại ngay bên ngoài Istanbul. Năm 2012, Emaar bắt đầu phát triển dự án Emaar Square. Các kế hoạch dự án bao gồm xây dựng trung tâm mua sắm lớn nhất của Thổ Nhĩ Kỳ và các khách sạn năm sao. Vào năm 2013, Emaar Thổ Nhĩ Kỳ, công ty con thuộc sở hữu của Emaar Properties, đã ra mắt The Address Residences Emaar Square tại Istanbul.

### Pakistan
Crescent Bay, Karachi là một dự án rất lớn và quan trọng của Emaar ở Pakistan.
The Canyon Views là một dự án của Emaar ở Islamabad, Pakistan.

### Bắc Iraq
Downtown Erbil là một dự án cho một khu phức hợp sử dụng hỗn hợp quy mô lớn ở Erbil. Dự án được Emaar Properties đưa ra vào năm 2013 và có diện tích 541.000 mét vuông. Khu vực này sẽ được sử dụng cho các căn hộ dân cư, khách sạn và trung tâm mua sắm.